# Romuald Montézuma Gendron
Pour l’article homonyme, voir Gendron.
Romuald Montézuma Gendron (5 décembre 1865-26 octobre 1946) fut un agriculteur, entrepreneur et homme politique fédéral du Québec.

## Biographie
Né à Sault-Montmorency dans le Canada-Est, M. Gendron étudia à Québec avant de s'établir à Maniwaki. Il fut également agent des Territoires de la couronne pour le Québec de 1897 à 1921 et administrateur des Pêches et du Jeu de 1900 à  1921.
Élu député du Parti libéral du Canada dans la circonscription fédérale de Wright en 1921, il ne se représenta pas en 1925.